# Marcelo Alexandre
Marcelo Óscar Alexandre (né le 22 janvier 1963 à Buenos Aires) est un coureur cycliste et entraîneur argentin. Durant sa carrière de coureur, c'est un spécialiste des épreuves de vitesse sur piste.

## Biographie
Marcelo Alexandre est issu d'une famille cycliste. Son grand-père (actif de 1929 à 1936) et son père (membre de l'équipe nationale argentine) étaient déjà impliqués dans le cyclisme. Marcelo Alexandre commence également le cyclisme à l'âge de 13 ans et est entraîné par son père. En 1981, il devient champion du monde du kilomètre juniors à Grimma en Allemagne de l'Est, avec un temps de 1 minute 7,45 secondes. Il devient le deuxième argentin champion du monde juniors après Ottavio Dazzan, titré en vitesse en 1975. À la fin de l'année 1981, il est nommé sportif argentin de l'année et reçoit l'Olimpia de Oro . 
Il participe à deux éditions des Jeux olympiques. En 1984, il termine sixième de la vitesse à Los Angeles et septième du kilomètre, et en 1988, il se classe 13e du kilomètre.
Au total, il remporte sur piste treize titres de champion d'Argentine et douze de champion panaméricain (dont sept sur le kilomètre entre 1979 à 1988). Il est membre de l'équipe nationale argentine entre 1980 et 1995 et gagne deux fois les Six Jours de Buenos Aires dans sa ville natale. Après ses excellents résultats, de nombreux Argentins ont tenté de l'imiter ou ont utilisé le vélo comme moyen de transport.
Il court également sur route entre 1989 et 1993. Il remporte notamment à deux reprises la course Doble Bragado en 1988 et 1991.
En 1993, il fait partie des huit coureurs étrangers invités à disputer des compétitions de keirin au Japon. Après avoir terminé sa carrière de coureur, il est nommé entraîneur de l'équipe nationale sur piste argentine en 1996.

## Palmarès sur piste

### Jeux olympiques
- Los Angeles 1984
  - 6e de la vitesse
  - 7e du kilomètre
- Séoul 1988
  - 13e du kilomètre

### Championnats du monde
- Grimma 1981
  -  Champion du monde du kilomètre juniors
  - 5e de la vitesse juniors

### Jeux panaméricains
- Caracas 1983
  -  Médaillé d'argent du kilomètre

### Championnats panaméricains
- Santiago 1980
  -  Champion panaméricain du kilomètre
  -  Champion panaméricain de vitesse
- Medellín 1981
  -  Champion panaméricain du kilomètre
  -  Champion panaméricain de vitesse
- São Paulo 1982
  -  Champion panaméricain du kilomètre
  -  Champion panaméricain de vitesse

### Six Jours
- 1987
  - Six Jours de Buenos Aires (avec Eduardo Trillini)
- 1993
  - Six Jours de Buenos Aires (avec Danny Clark)

## Palmarès sur route
- 1988
  - Doble Bragado
- 1991
  - Doble Bragado